# Medalla Albert Einstein de la UNESCO
No debe ser confundida con la Medalla Albert Einstein otorgada por la Sociedad Albert Einstein en Suiza.
La Medalla Albert Einstein de la UNESCO es otorgada a personalidades científicas excepcionales que hayan realizado una contribución extraordinaria a la ciencia y a la cooperación científica internacional. La medalla fue establecida por la UNESCO para celebrar el centenario del nacimiento de Albert Einstein en 1979. Se otorga en las categorías de oro, plata y bronce.

## Descripción

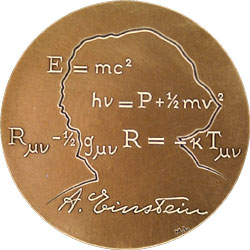
Reverso de la medalla

La medalla fue diseñada por el grabador francés Max Léognany. El anverso de la medalla presenta un retrato de Albert Einstein en sus últimos años. En el reverso aparece una silueta de la cabeza de Einstein como fondo de tres de las ecuaciones matemáticas con las que hizo contribuciones esenciales a la física:
- Primero, su famosa ecuación E = MC².
- La segunda ecuación representa la investigación de Einstein sobre el efecto fotoeléctrico, por el que se le otorgó el Premio Nobel de Física en 1921.
- La tercera está relacionada con su trabajo sobre la Teoría de relatividad. Por debajo de las fórmulas figura la firma del científico.

La medalla puede estar ejecutada en oro, plata o bronce.